# Péguilhan
Péguilhan ist eine französische Gemeinde mit 255 Einwohnern (Stand: 1. Januar 2022) im Département Haute-Garonne in der Region Okzitanien; sie gehört zum Arrondissement Saint-Gaudens und zum Kanton Saint-Gaudens. Die Einwohner werden Péguilhanais genannt.
Sie entstand als namensgleiche Commune nouvelle mit Wirkung vom 1. Januar 2017 durch die Zusammenlegung der bisherigen Gemeinden Péguilhan und Lunax, die in der neuen Gemeinde den Status einer Commune déléguée haben. Der Verwaltungssitz befindet sich im Ort Péguilhan.

## Gliederung
| Ortsteil                      | ehemaliger INSEE-Code | Fläche (km²) | Höhenlage (m) | Einwohnerzahl zum 1. Januar 2022 | Dichte (Einw. je km²) |
| ----------------------------- | --------------------- | ------------ | ------------- | -------------------------------- | --------------------- |
| Lunax                         | 31307                 | 05,10        | 217–298       | 060                              | 12,9                  |
| Péguilhan (Verwaltungssitz)00 | 31412                 | 18,48        | 218–345       | 195                              | 12,4                  |

## Geographie
Die Gemeinde liegt in der historischen Provinz Comminges, rund 35 Kilometer nördlich von Saint-Gaudens. Das Gemeindegebiet wird aus dem Plateau von Lannemezan bewässert und konkret von den Flüssen Gesse und Gimone mit dem Stausee Lac de la Gimone tangiert. An der südöstlichen Gemeindegrenze verläuft das Flüsschen Larjo.
Nachbargemeinden sind: Nénigan im Norden, Saint-Ferréol-de-Comminges im Nordosten, Montbernard im Südosten, Mondilhan im Süden, Boulogne-sur-Gesse im Südwesten, Lalanne-Arqué im Westen und Cap d’Astarac im Nordwesten.

## Bevölkerungsentwicklung
| Gemeinde                  | Einwohnerzahlen (Census) |      |      |      |      |      |      |      |      |      |      |
| Gemeinde                  | 1962                     | 1968 | 1975 | 1982 | 1990 | 1999 | 2006 | 2008 | 2011 | 2013 | 2016 |
| ------------------------- | ------------------------ | ---- | ---- | ---- | ---- | ---- | ---- | ---- | ---- | ---- | ---- |
| Lunax                     | 99                       | 104  | 80   | 73   | 67   | 56   | 59   | 60   | 61   | 65   | 66   |
| Péguilhan                 | 355                      | 334  | 259  | 250  | 232  | 221  | 217  | 238  | 257  | 231  | 229  |
| Péguilhan00               | 454                      | 438  | 339  | 323  | 299  | 277  | 276  | 298  | 318  | 296  | 295  |
| Quelle: Cassini und INSEE |                          |      |      |      |      |      |      |      |      |      |      |

Die (Gesamt-)Einwohnerzahlen der Gemeinde Péguilhan wurden durch Addition der bis Ende 2016 selbständigen Gemeinden ermittelt.

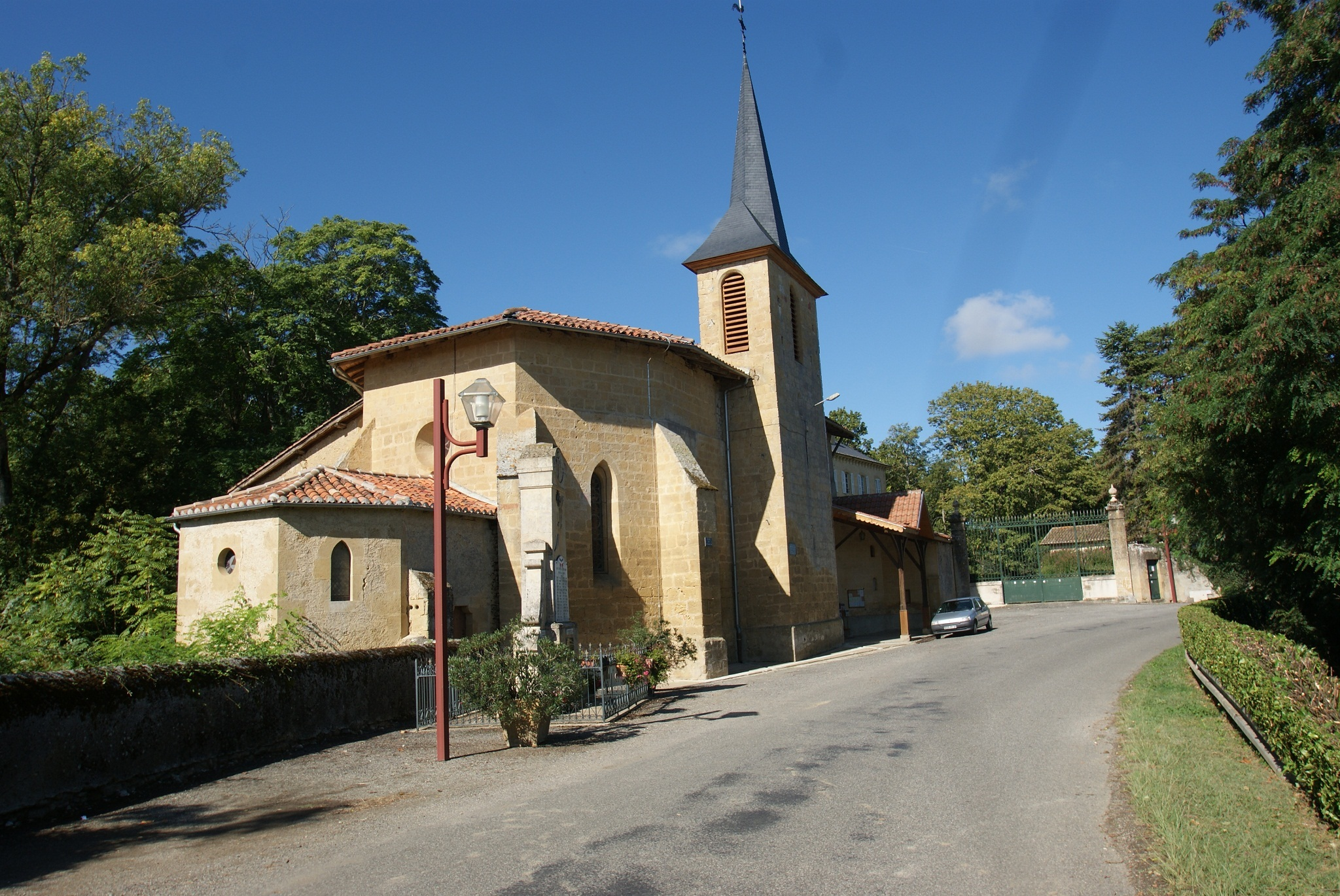
Kirche Mariä Geburt
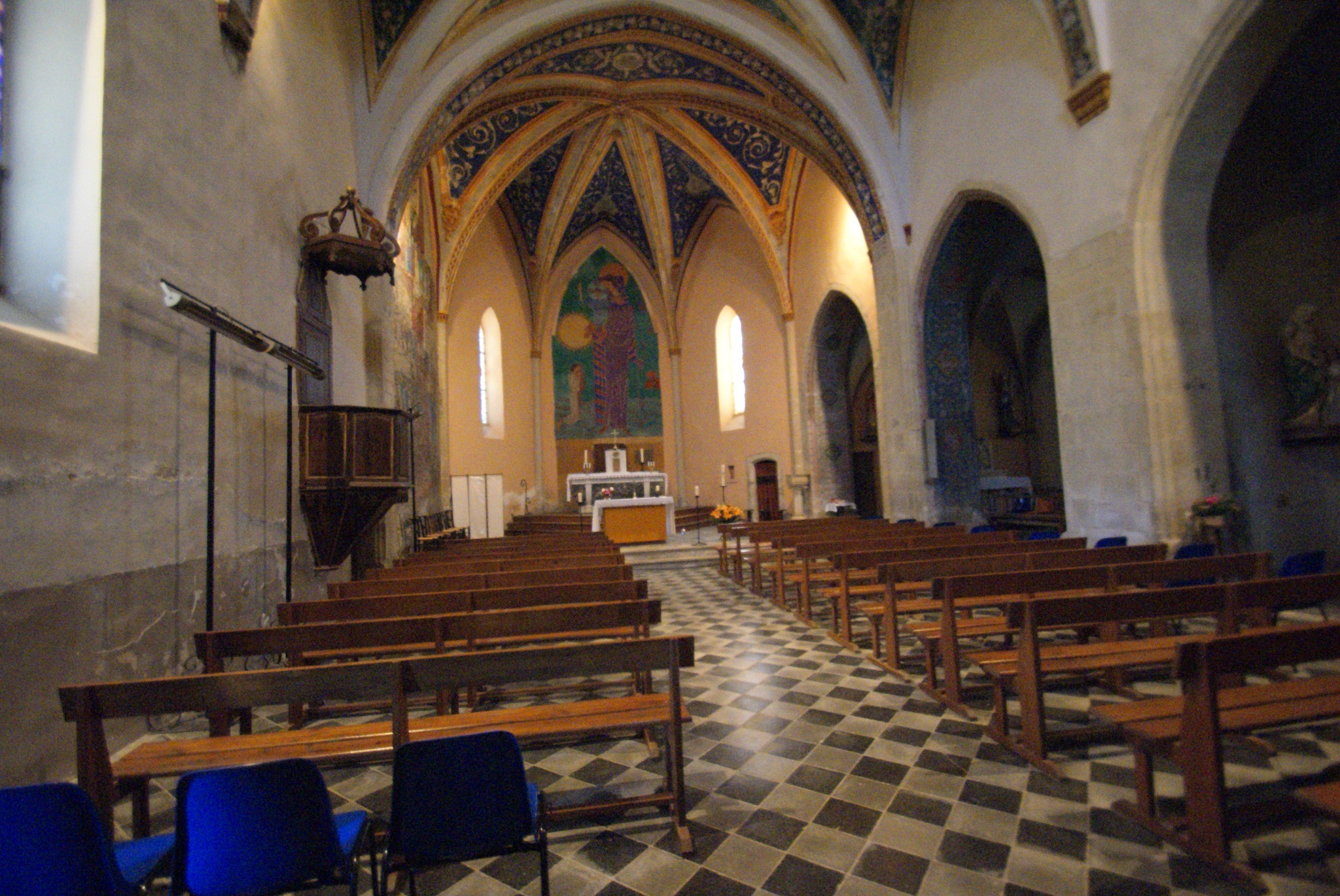
Das Innere der Kirche
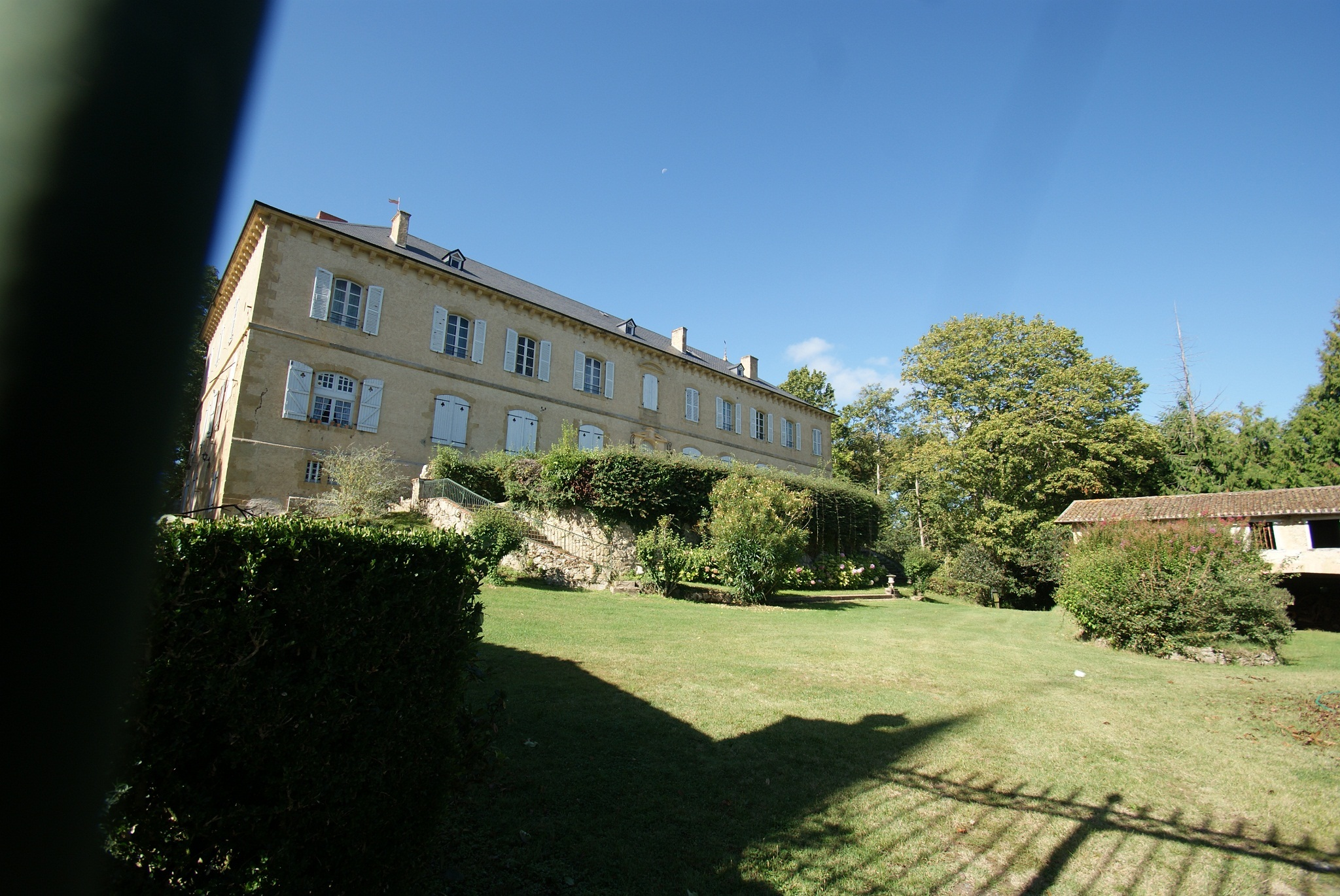
Château de Villeneuve
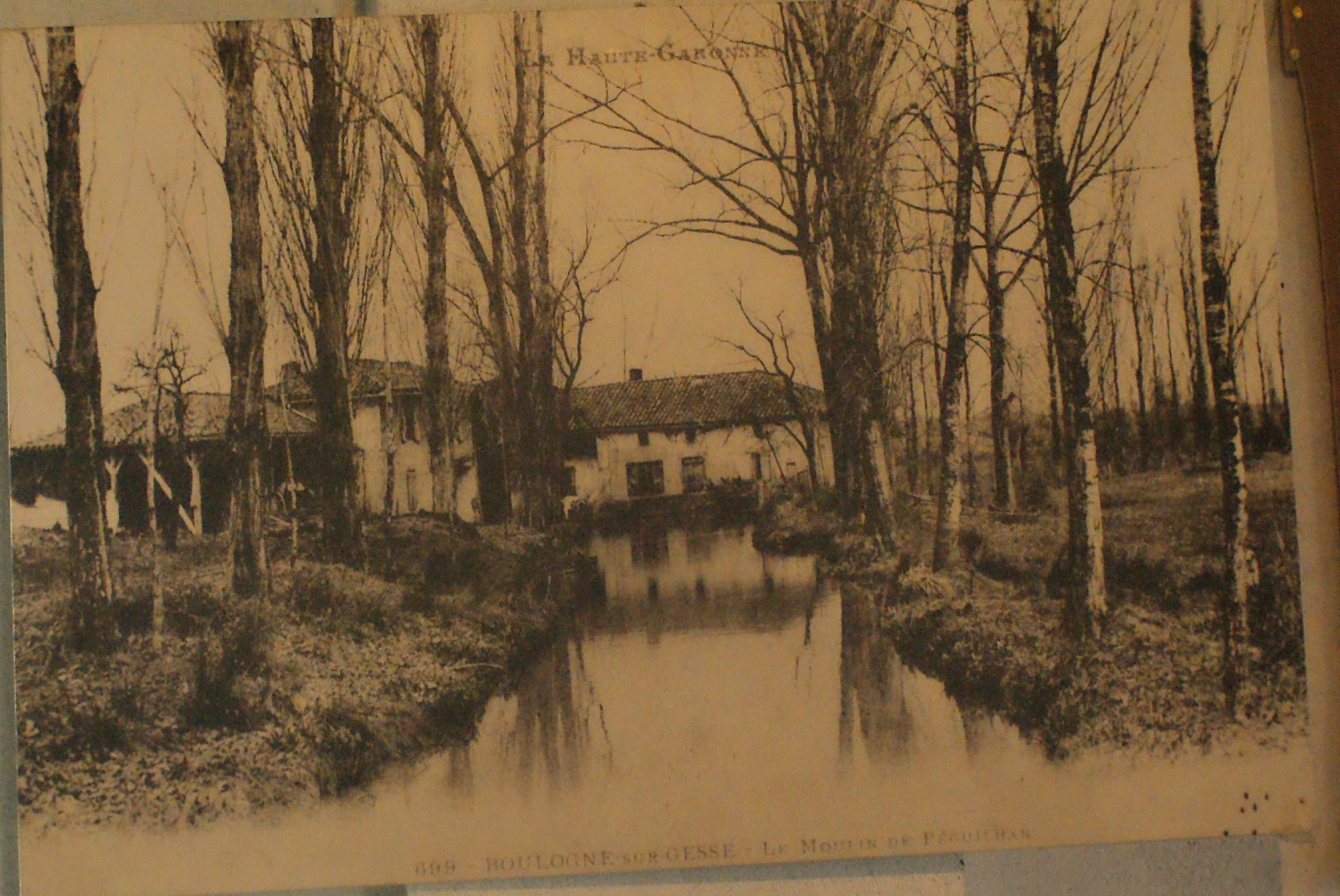
Wassermühle Moulin de Péguilhan, 1900